# 鄭漢 (廣西)
鄭漢（?—?），广西象州人，清朝政治人物。举人出身。
同治9年（1870年），擔任清朝遵义府婺川縣知縣。后由孫鼎漢接任。